# Masirana
Genre
Synonymes
- Sarutana Komatsu, 1957

Masirana est un genre d'araignées aranéomorphes de la famille des Leptonetidae.

## Distribution
Les espèces de ce genre se rencontrent au Japon, en Corée du Sud et à Taïwan.

## Liste des espèces
Selon World Spider Catalog (version 23.5, 01/01/2023) :
- Masirana abensis (Kobayashi, 1973)
- Masirana akahanei Komatsu, 1963
- Masirana akiyoshiensis (Oi, 1958)
- Masirana bandoi (Nishikawa, 1986)
- Masirana bonghwaensis Seo, 2015
- Masirana changlini (Zhu & Tso, 2002)
- Masirana chibusana (Irie, 2000)
- Masirana cinevacea Kishida, 1942
- Masirana flabelli Seo, 2015
- Masirana glabra (Komatsu, 1957)
- Masirana ilweolensis Seo, 2015
- Masirana kawasawai (Komatsu, 1970)
- Masirana kinoshitai (Irie, 2000)
- Masirana kosodeensis Komatsu, 1963
- Masirana kuramotoi Komatsu, 1974
- Masirana kusunoensis Irie & Ono, 2010
- Masirana kyokoae Yaginuma, 1972
- Masirana longimana Yaginuma, 1970
- Masirana longipalpis Komatsu, 1972
- Masirana mizonokuchiensis Irie & Ono, 2005
- Masirana nippara Komatsu, 1957
- Masirana silvicola (Kobayashi, 1973)
- Masirana suzukii Ballarin & Eguchi, 2022
- Masirana taioensis Irie & Ono, 2005
- Masirana taraensis Irie & Ono, 2005

## Systématique et taxinomie
Ce genre a été décrit par Kishida en 1942 dans les Leptonetidae.
Sarutana a été placé en synonymie par Irie et Ono en 2005.

## Publication originale
- Komatsu, 1942 : « Spiders found in the Saisho-do Cave. » Acta arachnologica, vol. 7, p. 54-70.